# Tropidophorus micropus
Tropidophorus micropus — вид сцинкоподібних ящірок родини сцинкових (Scincidae). Мешкає в Індонезії і Малайзії.

## Поширення і екологія
Tropidophorus micropus відомі за кількома зразками, зібраними на Калімантані, в індонезійських провінціях Центральний і Західний Калімантан та в малазійському штаті Саравак. Вони живуть у вологих тропічних лісах, в тріщинах серед скель на берегах струмків.